# Nørre Løgum Kirke
Nørre Løgum Kirke er en middelalderlig kirke i byen Løgumgårde, der ligger umiddelbart nordvest for Løgumkloster.
Anselig kirke, består af romansk kor og skib med unggotisk vestforlængelse og sengotisk tårn og våbenhus. De romanske afsnit er opført af tegl, formentlig i slutningen af 12. årh., og gesimsen prydes af små rundbuer på glaserede dværgsøjler. Begge dørsteder er bevaret tilmurede.
I slutningen af 14. årh. fik kor og skib med vestforlængelse krydshvælvinger, og kort efter er formentlig tårnet opført. Det fungerer nu atter som våbenhus.
En latinsk indskrift beretter, at blomsterornamenterne på hvælvene blev fuldført aftenen før Mariæ bebudelse (24/3) 1518.
Ved en restaurering 1961 blev en sengotisk skabsaltertavle med en figurgruppe på hver side af den korsfæstede samt 12 apostelfigurer genskabt. Nogle dele, tilføjet i 18. årh., er anbragt bag orglet.
- Sengotisk kalk og disk, o. 1500. Fem sæt alterstager, det ældste unggotiske.
- Glimrende unggotisk korbuekrucifiks fra beg. af 14. årh. Jævnaldrende processionskrucifiks.
- Romansk granitfont med relief af den tronende Kristus m. m.
- Prædikestol fra 1648 med relieffer af Kristi historie.
- Vestpulpitur fra 1707.
- Klingpung fra 18. årh. Klokke fra slutningen af 14. årh. med latinsk indskrift: »abbed Thomas lod mig gøre«.
- To mindetavler over faldne 1914-18.
- Kirken er restaureret 1957 af arkitekterne R. Aas og R. Graae.